# Antiu
Los antiu eran habitantes del desierto del este de la tierra del Antiguo Egipto y el Sinaí.
Son mencionados como aquellos pueblos con los que los primeros faraones guerreaban continuamente. Parece ser que un faraón debió de ganar alguna batalla decisiva contra ellos, para que se considerase de tal importancia que se estableció una fiesta anual para conmemorarla.
Además, la fiesta de "El aplastamiento de los antiu", que es mencionada en la piedra de Palermo, consistía en una matanza sistemática de los enemigos de Egipto en el desierto oriental.

## Momificación
En los procesos de momificación en el Antiguo Egipto, el antiu era una receta característica que aparece en determinados papiros, que los antiguos egipcios utilizaban para embalsamar a los cadáveres. Hasta 2023, el término se usaba como sinónimo de incienso o mirra, pero que ahora se ha podido descubrir que, en realidad, está referido a una mezcla compuesta de aceite de cedro, de enebro o ciprés y grasas de origen animal.

## Cultura popular
La banda estadounidense de death metal Nile dedicó una canción a este acontecimiento en su primer álbum Amongst the Catacombs of Nephren-Ka, titulada "Smashing The Antiu".